# 日本音楽療法学会
一般社団法人日本音楽療法学会（にほんおんがくりょうほうがっかい、英: Japanese Music Therapy Association）は、日本における音楽療法の啓発・普及活動と音楽療法士の育成・認定などを行っている民間の団体である。

## 概要
主に音楽が生体に及ぼす影響を客観的に評価する研究をしていたバイオミュージック学会と、主に臨床現場での音楽療法の技術を研究・研鑽及び普及活動をしていた臨床音楽療法協会が合体して1995年、全日本音楽療法連盟が発足する。
音楽療法の研修・講習を充実させると共に、1997年には同連盟認定音楽療法士の資格認定を始める。
その後、組織の充実を図るため2001年4月、全日本音楽療法連盟が母体となり、日本音楽療法学会が設立される。
疾病と健康に関する音楽の機能と役割を学際的に研究し、音楽療法が医療、福祉、健康、教育の領域において積極的に展開することを目指し、音楽療法を通じて、健康の維持・促進など広く社会に貢献することを目的としている。アジア地域の音楽療法の情報交換を率いてアジア音楽療法シンポジウムを開催、2009年3月の第1回 (東京) 以来、国内外の専門家を招いてきた。会員数は2014年現在、約6,000名がいる。

## 所在地
東京都港区浜松町1-20-8　浜松町一丁目ビル6階

## 事業内容
- 研究大会等の開催
- 研究誌の発行
- 音楽療法に関わる国際交流事業
- 国家資格制度化の促進
- 音楽療法士の認定
- 音楽療法士の養成・研修に関わる講習会等の開催[9]
- その他、目的を達成するために必要な事業

### 学会認定音楽療法士
日本音楽療法学会が認定する音楽療法士の資格審査は、筆記試験及び面接試験で行われ、受験するためには、学会が認定する認定校を卒業するか、大学・短大卒業後、5年以上の臨床経験を積み、学会が主催する講習会に参加する必要がある。
2016年度末現在、学会認定音楽療法士は約3,000名である。

## 参考資料
- 「音楽療法研究」、臨床音楽療法協会、ISSN 13433911。
- デッカー=フォイクト, ハンス=ヘルムート; Knill, Paolo; Weymann, Eckhard (1999). 音楽療法事典. Hans-Helmut Decker-Voigt 他 (原著者)、阪上正巳、加藤美知子、齋藤考由 (翻訳)、Lexikon Musiktherapie (原書). 人間と歴史社. ISBN 4890071083
- 日野原 重明、篠田 知璋、松井 紀和、青 拓美『新しい音楽療法 : 実践現場よりの提言』岸本 寿男、板東 浩、岡崎 香奈、米倉 裕子 (執筆者)、音楽之友社、2001年11月。ISBN 9784276122727。OCLC 675414429。